# Empicoris vagabundus
Empicoris vagabundus är en insektsart som först beskrevs av Carl von Linné 1758.  Empicoris vagabundus ingår i släktet Empicoris och familjen rovskinnbaggar. Arten är reproducerande i Sverige. Inga underarter finns listade i Catalogue of Life.